# Aleijda Wolfsen
Aleijda Wolfsen' (Zwolle, 22 d'octubre de 1648 – Zwolle, 25 d'agost de 1692), fou una pintora de l'Edat d'Or neerlandesa.

## Biografia
Va ser filla de l'alcalde Hendrik Wolfsen (1615-1684), i Aleijda Verwers (1626-1665) va néixer a la casa anomenada «Grote Aa bij de Wal», més tard nomenada «Melkmarkt 53» El seu pare va ocupar importants càrrecs polítics i el 1657 la família es va traslladar a La Haia, encara que van mantenir la seva casa de Zwolle. Wolfsen va ser alumna de Caspar Netscher, amic de la família, amb qui es coneixien des de Zwolle, on Netscher havia estat un alumne de Gerard ter Borch. El seu nom va aparèixer sovint com a testimoni del naixement dels fills de Netscher. El 1665 la mare de Aleijda va morir en el part de la seva onceava criatura. El seu pare es va tornar a casar tres anys més tard, però abans, la mateixa Aleijda, havia contret matrimoni amb l'alcalde de Zwolle Pieter Soury el 5 d'octubre de 1667 en Rijswijk.
Va anar a viure a la casa de Zwolle amb el seu marit i com el seu pare havia fet, va mantenir la casa a pesar que es van traslladar durant alguns anys a La Haia i Amsterdam. Ella va continuar amb la seva pintura després del seu matrimoni, cosa una mica inusual per al seu temps. El seu pare va escriure un poema en un àlbum guardat per Gesina ter Borch el 1660, la qual cosa indica que la família feia vida social en cercles artístics.

## Treballs
El seu primer treball signat és de 1670, i el seu treball més tardà va estar datat el 1691. Aleijda era coneguda i respectada com a pintora i està documentada, per la seva banda, la realització del retrat de Guillem III d'Anglaterra i II d'Escòcia el 1674.
Va morir de part amb la seva quinzena criatura qui va ser enterrat amb ella, li van sobreviure deu fills entre les edats de dos a vint-i-dos.